# Rouvray-Saint-Denis

Rouvray-Saint-Denis este o comună în departamentul Eure-et-Loir, Franța. În 1 ianuarie 2022 avea o populație de 345 de locuitori.